# Rada parafialna
Rada parafialna – organ prawny lub administracyjny w parafii wykonujący powierzone mu zadania.

## Katolicyzm
W Kościele łacińskim istnieją dwa typy rad parafialnych:
- Rada duszpasterska – rada, do której należeć powinni księża pracujący w parafii oraz świeccy. Rada duszpasterska jest wyłącznie organem doradczym proboszcza, a jej zadaniem jest analiza działań pasterskich i definiowanie praktycznych wniosków. Istnienie rady duszpasterskiej nie jest wymuszone prawem kanonicznym, natomiast ich istnienie w parafiach diecezji zależne jest od decyzji biskupa diecezjalnego, który określa również sposób i zakres działania rad.
- Rada ekonomiczna – rada, która na podstawie prawa kanonicznego (kan. 537) powinna istnieć w każdej parafii. Jej głównym zadaniem jest pomoc proboszczowi w administrowaniu dobrami materialnymi parafii w oparciu o prawo powszechne i dekrety biskupa. Rada ekonomiczna parafii nie jest jednak osobą prawną i nie ma prawa reprezentowania parafii wobec czynności prawnych, chyba że inne są postanowienia biskupa. Zarządcą i reprezentantem prawnym majątku parafii jest proboszcz, który nie ponosi odpowiedzialności za nieważnie podjęte czynności prawne, z wyjątkiem tych, z których sam poniósł korzyść. Rada ekonomiczna powinna składać się przynajmniej z trzech doradców, którzy zgodnie z przyjętym zwyczajem nie powinni być zależni finansowo od proboszcza (np. wikariusze, katecheci, kościelni). Raz w roku rada ekonomiczna powinna składać sprawozdanie finansowe z przychodów i poniesionych kosztów. Sposób składania sprawozdania określa biskup.

W katolickich Kościołach wschodnich istnienie rad parafialnych jest zalecane przez prawo kanoniczne, niemniej jednak ma ono charakter fakultatywny i zależy od organizacji poszczególnych Kościołów.

## Starokatolicyzm
W Kościołach starokatolickich w skład rady wchodzą: proboszcz, inni duchowni parafii oraz do 15-25 parafian. W Kościele polskokatolickim prezesem rady parafialnej jest zawsze świecki członek rady parafialnej, natomiast w Kościele Starokatolickim Mariawitów radę reprezentuje proboszcz.

## Protestantyzm
W Kościele Ewangelicko-Augsburskim i innych Kościołach protestanckich w jej skład wchodzą: proboszcz, inni duchowni parafii, diakoni oraz do 25 parafian. Prezesem rady parafialnej może być proboszcz (jeżeli prezesem jest proboszcz, to jego zastępcą jest zawsze świecki członek rady parafialnej).